# Naissance en 1126
Naissance
- 1122
- 1123
- 1124
- 1125
- 1126
- 1127
- 1128
- 1129
- 1130

Cette page dresse une liste de personnalités nées au cours de l'année 1126 :

## En Europe
- Mieszko III le Vieux, Duc de Grande-Pologne.
- Jean Doukas (sébastokrator).
- Eynion de Tilston (en), chevalier normand.
- Sibylle de Bourgogne, fille de Hugues II de Bourgogne, deuxième reine consort de Roger II de Sicile.
- Pierre Ier de Courtenay, seigneur de Courtenay, Montargis, Châteaurenard, Champignelles, Tanlay, Charny et Chantecoq.

## En Asie
- 3 août : Princesse Muneko, princesse (chūgū) et impératrice du Japon.
- Anvari, poète iranien.
- Fan Chengda, poète et cartographe chinois.
- Michel le Syrien, ou Michel le Grand, patriarche de l'Église syriaque orthodoxe.
- Ngo Lý Tin (en), militaire vietnamien.
- Khaqani Shirvani, poète perse.
- Taira no Tokiko, épouse de Taira no Kiyomori, la mère de Taira no Tokuko et la grand-mère de l'empereur Antoku.
- Yuthok Yonten Gonpo, le jeune, lama et un médecin important du Tibet.

## En Afrique
- Abou Madyane, ou Choaïb Abou Madyane El Andaloussi, ou Sidi Boumediène, professeur et poète du soufisme.
- Averroès ou Ibn Rochd de Cordoue, philosophe juriste et médecin arabe (décès en 1198).

## Crédit d'auteurs
- Cet article est partiellement ou en totalité issu de l'article intitulé « 1126 » (voir la liste des auteurs).